# Стискна теорема

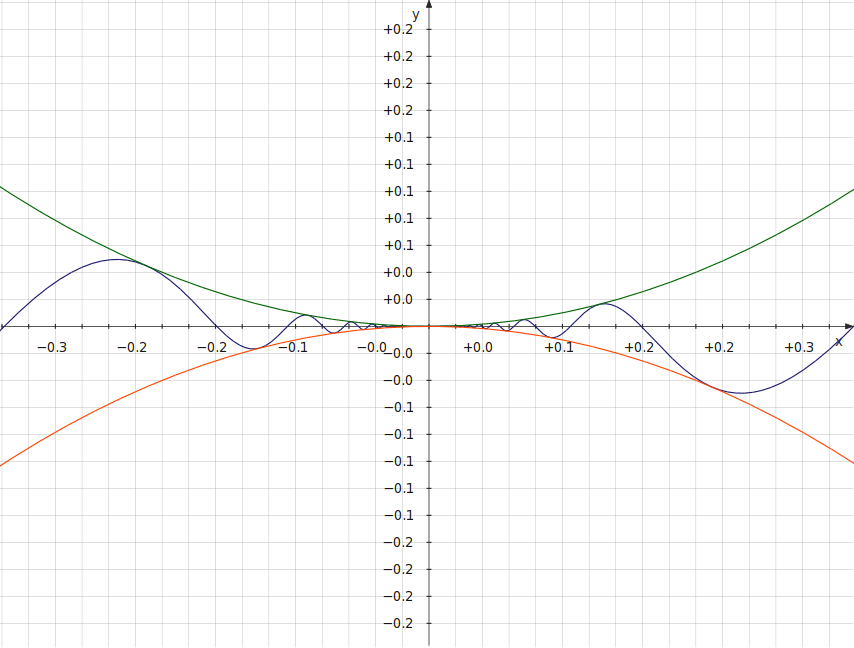
Візуалізація теореми про стиснення для функцій, та при

Стискна теорема (теорема про двох поліцейських, англ. squeeze theorem) — теорема в математичному аналізі про границю функції, яка «затиснута» між двома іншими функціями, що мають рівні границі.
Теорема про стиснення також відома під назвами як теорема про двох поліцейських, теорема про двох карабінерів і теорема про двох жандармів. Інтерпретація полягає в тому, що якщо двоє поліцейських супроводжують п’яного ув’язненого між собою, і обидва офіцери йдуть до камери, то незалежно від того як коливається ув’язнений, він все одно опиниться в камері.

## Формулювання
| Нехай {\displaystyle A\subset \mathbb {R} }, {\displaystyle x_{0}} — гранична точка множини {\displaystyle A}, функції f, g і h визначені на {\displaystyle A}, для яких виконуються наступні умови: 1. {\displaystyle g(x)\leqslant f(x)\leqslant h(x)} для всіх {\displaystyle x\in A}; 2. {\displaystyle \lim _{x\to x_{0}}g(x)=\lim _{x\to x_{0}}h(x)=a}. Тоді {\displaystyle \lim _{x\to x_{0}}f(x)=a.} |

- Функції g і h називають верхньою та нижньою межами f відповідно.
- Тут {\displaystyle x_{0}} не мусить бути внутрішньою точкою множини {\displaystyle A}.
- Схоже твердження справедливе і при {\displaystyle x\to +\infty } або {\displaystyle x\to -\infty }.

## Доведення
Проведемо доведення із використанням означення границі функції в точці за Коші, тобто нам потрібно довести, що для кожного дійсного {\displaystyle \varepsilon >0} існує дійсне {\displaystyle \delta >0} таке, що для всіх {\displaystyle x\in A\cap (x_{0}-\delta ,x_{0}+\delta )\setminus \{x_{0}\}} виконується {\displaystyle |f(x)-a|<\varepsilon }. Тобто,
{\displaystyle \forall \varepsilon >0\ \exists \,\delta >0:\forall x\in A\cap (x_{0}-\delta ,x_{0}+\delta )\setminus \{x_{0}\}\ |f(x)-a|<\varepsilon .}.
З того, що
{\displaystyle \lim _{x\to x_{0}}g(x)=a}
випливає, що
| {\displaystyle \forall \varepsilon >0\,\exists \,\delta _{1}>0:\forall x\in A\cap (x_{0}-\delta _{1},x_{0}+\delta _{1})\setminus \{x_{0}\}\,\|g(x)-a\|<\varepsilon } | \| \| \| \| \| \| \| \| | (1) |
| |                         |     |
| |                         |     |

і з того, що
{\displaystyle \lim _{x\to x_{0}}h(x)=a}
випливає, що
| {\displaystyle \forall \varepsilon >0\ \exists \,\delta _{2}>0:\forall x\in A\cap (x_{0}-\delta _{2},x_{0}+\delta _{2})\setminus \{x_{0}\}\,\|h(x)-a\|<\varepsilon .} | \| \| \| \| \| \| \| \| | (2) |
| |                         |     |
| |                         |     |

Також маємо, що
{\displaystyle g(x)\leqslant f(x)\leqslant h(x)},
звідси
{\displaystyle g(x)-a\leqslant f(x)-a\leqslant h(x)-a} {\displaystyle \forall x\in A}.
Покладемо {\displaystyle \delta :=\min\{\delta _{1},\delta _{2}\}}. Тоді, для всіх {\displaystyle x\in A\cap (x_{0}-\delta ,x_{0}+\delta )\setminus \{x_{0}\}}, поєднавши (1) та (2), отримаємо
{\displaystyle -\varepsilon <g(x)-a\leqslant f(x)-a\leqslant h(x)-a<\varepsilon ,}
{\displaystyle -\varepsilon <f(x)-a<\varepsilon ,}
що й треба було довести.

## Приклад

### Перший приклад

x^{2} sin(1/x) затиснута як x прямує до 0

Границю
{\displaystyle \lim _{x\to 0}x^{2}\sin({\tfrac {1}{x}})}
неможливо встановити через закон
{\displaystyle \lim _{x\to a}(f(x)\cdot g(x))=\lim _{x\to a}f(x)\cdot \lim _{x\to a}g(x),}
бо
{\displaystyle \lim _{x\to 0}\sin({\tfrac {1}{x}})}
не існує.
Однак, з визначення синуса,
{\displaystyle -1\leq \sin({\tfrac {1}{x}})\leq 1.\,}
Випливає, що
{\displaystyle -x^{2}\leq x^{2}\sin({\tfrac {1}{x}})\leq x^{2}\,}
З того, що {\displaystyle \lim _{x\to 0}-x^{2}=\lim _{x\to 0}x^{2}=0}, за стискною теоремою, {\displaystyle \lim _{x\to 0}x^{2}\sin({\tfrac {1}{x}})} повинен бути 0.

### Другий приклад

Порівняння площ:

Напевно найвідоміші приклади знаходження границь через теорему затискання — це доведення того, що
{\displaystyle {\begin{aligned}&\lim _{x\to 0}{\frac {\sin x}{x}}=1,\\[10pt]&\lim _{x\to 0}{\frac {1-\cos x}{x}}=0.\end{aligned}}}
Перша границя випливає з використання стискної теореми і того факту, що
{\displaystyle \cos x\leqslant {\frac {\sin x}{x}}\leqslant 1}
для x досить близького, але не рівного 0. Правильність якого для додатного x можна побачити за допомогою геометричних міркувань (див. рисунок), які також можна поширити на від’ємне x. Часто цю границю називають першою чудовою границею.
Друга випливає з теореми стиснення і того факту, що
{\displaystyle 0\leqslant {\frac {1-\cos x}{x}}\leqslant x}
для x досить близького, але не рівного 0. Це можна отримати, замінивши {\displaystyle \sin x} у попередньому факті на {\displaystyle {\sqrt {1-\cos ^{2}x}}} і піднісши отриману нерівність до квадрату.
Ці дві границі використовуються для доведення того, що похідна синуса є косинус. На це спираються виведення похідних для інших тригонометричних функцій.

### Третій приклад
Можна показати, що
{\displaystyle ({\text{tg}}\,\theta )^{\prime }={\frac {1}{\cos ^{2}\theta }}=\sec ^{2}\theta .}

На рисунку площа меншого з двох заштрихованих секторів круга дорівнює
{\displaystyle {\frac {\Delta \theta \sec ^{2}\theta }{2}}={\frac {\Delta \theta }{2\cos ^{2}\theta }}}
оскільки радіус дорівнює {\displaystyle {\frac {1}{\cos \theta }}}, а дуга на одиничному колі має довжину Δθ. Аналогічно, площа більшого з двох заштрихованих секторів дорівнює
{\displaystyle {\frac {\Delta \theta \sec ^{2}(\theta +\Delta \theta )}{2}}={\frac {\Delta \theta }{2\cos ^{2}(\theta +\Delta \theta )}}.}
Між секторами стиснутий трикутник, основою якого є вертикальний відрізок, який сполучає дві виділені на рисунку точки. Довжина основи трикутника дорівнює {\displaystyle {\text{tg}}\,(\theta +\Delta \theta )-{\text{tg}}\,\theta }, а висота — {\displaystyle -1}. Отже, площа трикутника дорівнює
{\displaystyle {\frac {{\text{tg}}\,(\theta +\Delta \theta )-{\text{tg}}\,\theta }{2}}.}
З нерівностей
{\displaystyle {\frac {\Delta \theta }{2\cos ^{2}\theta }}\leqslant {\frac {{\text{tg}}\,(\theta +\Delta \theta )-{\text{tg}}\,\theta }{2}}\leqslant {\frac {\Delta \theta }{2\cos ^{2}(\theta +\Delta \theta )}}}
випливає
{\displaystyle {\frac {1}{\cos ^{2}\theta }}\leqslant {\frac {{\text{tg}}(\theta +\Delta \theta )-{\text{tg}}\,\theta }{\Delta \theta }}\leqslant {\frac {1}{\cos ^{2}(\theta +\Delta \theta )}}}
за умови Δθ > 0, а якщо Δθ < 0, то нерівність перевертається. Оскільки перший і третій вирази прямують до {\displaystyle {\frac {1}{\cos ^{2}\theta }}} при {\displaystyle \Delta \theta \to 0}, а середній вираз прямує до {\displaystyle ({\text{tg}}\,\theta )^{\prime }}, то це дає бажаний результат.

### Четвертий приклад
Стискна теорема також може використовуватися в багатовимірному аналізі. У цьому випадку функції g та h повинні обмежувати f в околі точки, що цікавить, і вона працює, лише тоді якщо функція f дійсно там має границю. Таким чином, у багатовимірному випадку цю теорему можна використовувати, щоб довести, що функція f має границю в точці, але її не можна використовувати, щоб довести відсутність границі в точці.
{\displaystyle \lim _{(x,y)\to (0,0)}{\frac {x^{2}y}{x^{2}+y^{2}}}}
не можна знайти, взявши будь-які границі уздовж кривих, які проходять через точку {\displaystyle (0,0)}, але оскільки
{\displaystyle 0\leqslant {\frac {x^{2}}{x^{2}+y^{2}}}\leqslant 1},
{\displaystyle -\left|y\right\vert \leqslant y\leqslant \left|y\right\vert },
{\displaystyle -\left|y\right\vert \leqslant {\frac {x^{2}y}{x^{2}+y^{2}}}\leqslant \left|y\right\vert },
{\displaystyle \lim _{(x,y)\to (0,0)}-\left|y\right\vert =0},
{\displaystyle \lim _{(x,y)\to (0,0)}\left|y\right\vert =0},
{\displaystyle 0\leqslant \lim _{(x,y)\to (0,0)}{\frac {x^{2}y}{x^{2}+y^{2}}}\leqslant 0},
то за стискною теоремою
{\displaystyle \lim _{(x,y)\to (0,0)}{\frac {x^{2}y}{x^{2}+y^{2}}}=0}.

## Теорема про три послідовності

Коли послідовність лежить між двома іншими збіжними послідовностями з такою ж границею, то вона також сходить до цієї границі

Стискна теорема також справедлива для послідовностей як функцій цілого аргументу:
| Нехай для послідовностей {\displaystyle \{a_{n}\}_{n=1}^{+\infty }}, {\displaystyle \{b_{n}\}_{n=1}^{+\infty }} і {\displaystyle \{c_{n}\}_{n=1}^{+\infty }} виконуються наступні умови: 1. {\displaystyle \forall n\geqslant 1\,a_{n}\leqslant b_{n}\leqslant c_{n}}; 2. {\displaystyle \lim _{n\to \infty }a_{n}=\lim _{n\to \infty }c_{n}=l}. Тоді {\displaystyle \lim _{n\to \infty }b_{n}=l}. |

У цьому випадку її часто називають теоремою про три послідовності. Доведення схоже як і для функцій дійсного аргументу.

### Доведення
Нехай {\displaystyle \varepsilon >0} задане. Згідно з умови теореми
{\displaystyle \exists n_{1}\in \mathbb {N} :\,\forall n\geqslant n_{1}\,\,l-\varepsilon <a_{n}},
{\displaystyle \exists n_{2}\in \mathbb {N} :\,\forall n\geqslant n_{2}\,\,c_{n}<l+\varepsilon }.
Тоді для всіх {\displaystyle n\geqslant n_{0}:=\max\{n_{1},n_{2}\}} маємо:
{\displaystyle l-\varepsilon <a_{n}\leqslant b_{n}\leqslant c_{n}<l+\varepsilon },
звідки випливає, що
{\displaystyle l-\varepsilon <b_{n}<l+\varepsilon },
що і треба було довести.